# Gluconato de cobre
El gluconato de cobre es la sal de cobre (II) del ácido D-glucónico. Es un cristal o polvo azul claro o azul verdoso inodoro que es fácilmente soluble en agua e insoluble en etanol..
El cobre se usa tradicionalmente en la agricultura para controlar varias enfermedades de las plantas. Tiene una actividad fungicida contra una amplia gama de patógenos debido a su capacidad de desnaturalización enzimática. En la vid se usa ampliamente en la viticultura tradicional y orgánica/ecológica, especialmente contra el mildiu. Sin embargo, el uso de cobre puede tener consecuencias a largo plazo debido a su acumulación en el suelo, lo que parece incompatible con el objetivo de la agricultura ecológica de ser sostenible y respetuosa con el medio ambiente. Por lo tanto, el Anexo II del Reglamento (CEE) N.º 2092/91 se modificó en 2002 limitando la dosis de cobre a 6 kg/ha/año a partir de 2006.

## Usos
- Suplemento dietético para tratar la deficiencia de cobre.
- Fertilizante corrector de carencias para tratar deficiencias de este nutriente.[4]
- Fungicida formulado con un 7-8% de cobre (Cu) se usa en agricultura ecológica con una eficacia comparable al hidróxido de cobre (que contiene 35% de Cu).[5]